# Kurt Weill
Kurt Julian Weill (Dessau, 2 maart 1900 – New York, 3 april 1950) was een Duits-Amerikaanse componist.

## Levensloop

### Jeugd
Kurt Weill werd als derde van vier kinderen geboren in een religieuze joodse familie in Dessau. Zijn vader was daar voorzanger in de plaatselijke synagoge. Op vijfjarige leeftijd begon hij met pianospelen en op twaalfjarige leeftijd gaf hij in het stadhuis van Dessau al zijn eerste concert met zelfgemaakte composities. Een Dessause operazangeres zong op een liederavond in 1917 liederen van zijn hand.

### Opleiding en eerste werken
In 1918 ging hij studeren aan de Hochschule für Musik in Berlijn, waar hij les kreeg van onder anderen de componist Engelbert Humperdinck. In 1920 werd hij leerling van Ferruccio Busoni, die aan de Preussische Akademie der Kunste doceerde; dat bleef hij tot 1923. In het begin van de jaren twintig schreef hij een aantal werken, zoals zijn eerste symfonie, de pantomime Zaubernacht en de liedercycli Frauentanz en Stundenbuch. Maar zijn eerste bekende werk was het Vioolconcert opus 12 uit 1924 met begeleiding van blazers, aangevuld met een slagwerker en een contrabas.

### Theater en Lotte Lenya
Zijn interesse in het moderne muziektheater bracht hem samen met de dramaturg Georg Kaiser. Bij een van Weills bezoeken aan Kaiser leerde Weill de actrice Lotte Lenya kennen. Met haar zou hij tweemaal in het huwelijk treden, voor het eerst in 1926 en, na hun scheiding in 1933, nogmaals in 1937. In 1926 beleefde ook Weills eerste opera Der Protagonist (met een libretto van Georg Kaiser) zijn première.
Voor het muziekfestival in Baden-Baden schreef hij in 1927 een eenakter. Op zijn zoektocht naar een libretto kwam hij in aanraking met Bertolt Brecht. Een gevolg van hun samenwerking was Das kleine Mahagonny, waarin Lotte Lenya zong. Dit zangspel zou in 1930 als basis dienen voor de grotere opera Aufstieg und Fall der Stadt Mahagonny.
Voor de opening van het Theater am Schiffbauerdamm in Berlijn in 1926 werd Weill door Brecht gevraagd om muziek te componeren bij zijn Dreigroschenoper. De combinatie Brecht-Weill werd hiermee in een klap wereldberoemd.

### "Entartet"
In 1933 werden kort na de première van Der Silbersee (libretto van Georg Kaiser) verdere uitvoeringen, en alle andere muziek van Weills hand, verboden en als "entartet" bestempeld. Bij de boekverbranding in mei gingen zijn originelen in vlammen op. Kort daarop werd ook de vertoning van de populaire film Die Dreigroschenoper verboden.

### Parijs en New York
Na de machtsovername in 1933 vertrok Weill uit angst voor arrestatie door de nazi's direct naar Parijs, waar hij (op tekst van Brecht) muziek schreef voor Die sieben Todsünden, een ballet met zang voor sopraan en mannenkwartet. In 1935 emigreerde hij naar New York, waar inmiddels ook Brecht terecht was gekomen.
Daar zou hij tot zijn dood werkzaam blijven. In 1943 verkreeg hij het Amerikaans staatsburgerschap. In 1947 bezocht hij Europa en Palestina, maar naar Duitsland kwam hij nooit meer terug.
In de jaren veertig componeerde hij muziek voor een aantal Broadwaymusicals.

### Dood
In december 1949 begon Weill aan een musical naar Mark Twains Huckleberry Finn, maar dat werk kon hij niet voltooien: op 3 april 1950 overleed hij aan de gevolgen van een hartinfarct. Twee dagen later werd hij begraven op de Haverstraw Cemetry in New York. In 1981 werd Lotte Lenya naast hem begraven.
In zijn geboorteplaats Dessau herinnert het Kurt-Weill-Zentrum sinds 1993 aan zijn werk en leven. In New York bevindt zich sinds 1962 het onderzoekscentrum Weill-Lenya Research Center.

## Muziek
De componist Weill wordt vandaag de dag nog steeds boeiend gevonden, omdat hij een van de weinige componisten is die een hedendaagse opera toegankelijk weet te houden zonder platte commercie. Zijn muziek zweeft tussen mysterie en herkenbaarheid, tussen humor en ernst, tussen naïviteit en cynisme. Weill wordt door zijn Dreigroschenoper en de Mahagonny in een adem genoemd met Bertolt Brecht, maar deze werken vormen slechts een klein deel van het repertoire van een van de belangrijke 20e-eeuwse componisten.

### Vioolconcert
Het vioolconcert was Weills eerste bekende werk, en het vroegste dat nog steeds gespeeld wordt. Het vertoont een duidelijke invloed van Paul Hindemith, maar naar Weills eigen zeggen ook van Igor Stravinsky, vooral wat de helderheid van de klankstructuren betreft. De viool wordt begeleid door een blazersensemble, een slagwerker en in plaats van een strijkorkest één eenzame contrabas. Zowel het eerste als het laatste deel bevatten enkele virtuoze solo's. Het tweede deel vangt aan met een opmerkelijke rol voor de xylofoon en schept een rustige, nachtelijke sfeer, waar ook een 'Weense' caféscène niet ontbreekt. In het derde deel, waarin een duidelijke driedeling herkenbaar is, treedt een nerveuze spanning op, die na een rustig intermezzo geleidelijk met een toch vrij ingehouden climax eindigt.

### Dreigroschenoper
Met dit werk uit 1928 brak de combinatie Kurt Weill-Bertolt Brecht definitief door.

### Symfonieën
Kurt Weill schreef twee symfonieën; de eerste is een jeugdwerk dat ontstond tijdens zijn eerste jaar bij Ferruccio Busoni. De tweede werd geschreven toen Weill in ballingschap gegaan was, juist in de tijd dat Hitlers greep op Duitsland van ijzer bleek te zijn. Qua vorm klassiek, qua klank typisch een product van het interbellum, is het een opvallend muziekwerk door de ironische intermezzi van sentimentele music-hallmuziek, die qua melodie doen denken aan de Dreigroschenoper. De eerste uitvoeringen, eind 1934 in Amsterdam en New York, kregen geen positieve kritiek, maar de laatste decennia wordt de Tweede Symfonie regelmatig uitgevoerd, wellicht omdat het idioom van de muziek met zijn cabareteske en filmische inslag als een wrang symbool van de vroege jaren dertig in Duitsland herkenbaar is.

### Der Silbersee
De opera Der Silbersee is niet een van Weills bekendste stukken, maar wel een representatief werk omdat Weill – net voor hij furore maakte in Brooklyn – in Der Silbersee zijn hele oeuvre dat hij in Duitsland creëerde, muzikaal lijkt samen te vatten.
De muziek in de compositie Der Silbersee is een wonderlijke mengeling van Brahms, Bach, jazz en tango. Der Silbersee ging in première in februari 1933, anderhalve week voor de brand in de Berlijnse Reichstag. Joseph Goebbels vond meteen een aanleiding om het stuk te verbieden: een ballade over Julius Caesar, ontmaskerd als een alter ego van Adolf Hitler: “Cäsar wollte mit dem Schwert regieren / Und ein Messer hat ihm selbst gefällt”. Kurt Weill kon inpakken en deed dat ook meteen: hij vertrok eerst naar Parijs, en in 1935 vertrok hij met Lotte Lenya naar Amerika, waar hij een succesvol componist van Broadwaymusicals werd.

### Die sieben Todsünden
Die sieben Todsünden is een ballet met zang voor vijf solisten en een orkest dat voor de couleur locale werd aangevuld met een banjo. Het stuk werd geschreven in opdracht van het Théâtre des Champs-Élysées en ging in première in Parijs in de zomer van 1933. De tekst is van Bertolt Brecht (die de titel later in Die sieben Todsünden der Kleinbürger heeft gewijzigd). Het symbolische en cynische theaterstuk gaat over een familie in Louisiana die Anna, de dochter des huizes, erop uitstuurt om geld te verdienen voor het kleine huis waar de familie wil gaan wonen. De hoofdrol, op het lijf geschreven van Lotte Lenya, bestaat uit twee 'personen', waarbij de brave Anna van haar doortrapte 'zuster' leert om met hoeren en snoeren rijk te worden. De twee tenoren en twee bassen spelen een diffuus gezin (vader, moeder en twee broers) die voortdurend een hypocriete moraal bepleiten om dat kleine huis maar te kunnen financieren: “Wer den Unrecht in den Arm fällt, den will man nirgends haben, und wer über die Roheit in Zorn gerät, der lasse sich gleich begraben!”
Weill trok alle variétéeffecten uit de kast om een komisch, overdreven sentimenteel effect te bereiken, waarbij menige traan wordt weggepinkt bij de teloorgang van het fatsoen. Het ballet had veel succes in de jaren dertig; uiteraard mocht het in het nazistische Duitsland niet worden opgevoerd

## Lijst van composities

### Werken voor orkest
- 1921: Eerste symfonie
- 1925: Vioolconcert
- 1934: Tweede symfonie

### Werken voor blazers
- 1928: Kleine Dreigroschenmusik, voor blazers

### Vocaal
- 1927: Vom Tod im Wald, voor bas solo en harmonieorkest, op. 16
- 1927: Das kleine Mahagonny, zangspel voor zes zangers en harmonieorkest
- 1928: Das Berliner Requiem, voor tenor, bariton, bas soli en blaasinstrumenten
- 1942: Und was bekam des Soldaten Weib, lied

### Muziektheater

#### Opera's
| Voltooid in | titel                                      | aktes              | première                                                            | libretto                                                                         |
| ----------- | ------------------------------------------ | ------------------ | ------------------------------------------------------------------- | -------------------------------------------------------------------------------- |
| 1920        | Ninon von Lenclos                          | 1 akte             | 1920                                                                | Ernst Hardt                                                                      |
| 1924–1925   | Der Protagonist, op. 15                    | 1 akte             | 27 maart 1926, Dresden, Staatsopera                                 | Georg Kaiser                                                                     |
| 1925–1926   | Royal Palace, op. 17                       | 1 akte             | 2 maart 1917, Berlijn, Kroll-Opera                                  | Iwan Goll                                                                        |
| 1927        | Na und?                                    | 2 bedrijven        | niet uitgevoerd                                                     | Felix Joachimson                                                                 |
| 1927        | Mahagonny                                  |                    | 17 juli 1927, Baden-Baden, Deutsches Kammermusikfest                | Bertolt Brecht; Elisabeth Hauptmann                                              |
| 1927–1928   | Der Zar lässt sich photographieren, op. 21 | 1 akte             | 18 februari 1928, Leipzig, Neues Theater                            | Georg Kaiser                                                                     |
| 1927–1929   | Aufstieg und Fall der Stadt Mahagonny      | 3 aktes            | 9 maart 1930, Leipzig, Opera                                        | Bertolt Brecht                                                                   |
| 1930        | Der Jasager                                | 2 aktes            | 24 juni 1930, Berlijn, Zentralinstitut für Erziehung und Unterricht | Bertolt Brecht                                                                   |
| 1930–1931   | Die Bürgschaft                             | proloog en 3 aktes | 10 maart 1932, Berlijn, Stedelijke opera                            | Caspar Neher, naar Johann Gottfried Herders parabel Der afrikanische Rechtspruch |
| 1932–1933   | Der Silbersee – Ein Wintermärchen          | 3 bedrijven        | 18 februari 1933, Leipzig, Altes Theater                            | Georg Kaiser                                                                     |
| 1934–1936   | The Eternal Road (Der Weg der Verheissung) | 4 bedrijven        | 7 januari 1937, New York, MOH                                       | Franz Werfel; Engelse vertaling: Ludwig Lewisohn                                 |
| 1940        | The Ballad of Magna Carta                  |                    | omroepuitzending: 4 februari 1940, CBS                              |                                                                                  |
| 1945–1946   | Street Scene                               | 2 aktes            | 9 januari 1947, New York, Adelphi Theatre                           | Elmer Rice en Langston Hughes                                                    |
| 1945/1948   | Down in the Valley                         | 1 akte             | 15 juli 1948, Bloomington (Indiana), Indiana University             | Arnold Sundgard                                                                  |

#### Operette
| Voltooid in | titel                                              | aktes       | première                                                        | libretto                                                            |
| ----------- | -------------------------------------------------- | ----------- | --------------------------------------------------------------- | ------------------------------------------------------------------- |
| 1934        | Der Kuhhandel; Engelse versie: A Kingdom for a Cow | 3 bedrijven | 22 maart 1990, Düsseldorf; Engelse versie: 28 juni 1935, Londen | Robert Vambery; Engelse vertaling: Reginald Arkell, Desmond Carters |

#### Balletten
| Voltooid in | titel                | aktes | première                                        | libretto                               | choreografie      |
| ----------- | -------------------- | ----- | ----------------------------------------------- | -------------------------------------- | ----------------- |
| 1922        | Zaubernacht          |       | 18 november 1922, Berlijn                       | Wladimir Boritsch                      | Mary Zimmermann   |
| 1933        | Die sieben Todsünden |       | 7 juni 1933, Parijs, Théatre des Champs-Elysées | Bertolt Brecht; scenario: Boris Kochno | George Balanchine |

#### Musicals
| Voltooid in | titel                     | aktes                   | première                                                      | libretto                                                                                      | verdere liedteksten | choreografie |
| ----------- | ------------------------- | ----------------------- | ------------------------------------------------------------- | --------------------------------------------------------------------------------------------- | ------------------- | ------------ |
| 1928        | Die Dreigroschenoper      | voorspel en 8 taferelen | 31 augustus 1928, Berlijn, Theater am Schiffbauerdamm         | Bertolt Brecht, naar The Beggar's Opera' van John Gay; Duitse vertaling: Elisabeth Hauptmann  |                     |              |
| 1929        | Happy End                 | 3 bedrijven             | 2 september 1929, Berlijn, Theater am Schiffbauerdamm         | Dorothy Lane, pseudoniem voor Elisabeth Hauptmann en Bertolt Brecht                           | Bertolt Brecht      |              |
| 1934        | Marie galante             | 2 bedrijven             | 22 december 1934, Parijs, Théâtre de Paris                    | Jacques Deval                                                                                 | Jacques Deval       |              |
| 1936        | Johnny Johnson            | 3 bedrijven             | 19 november 1936, New York, Group Theater 44th Street         | Paul Green                                                                                    | Paul Green          |              |
| 1938        | Davy Crockett             | 2 bedrijven             | onvoltooid                                                    | H. R. Hays                                                                                    |                     |              |
| 1938        | Knicker-bocker holiday    | 2 bedrijven             | 26 september 1938, Hartford                                   | Maxwell Anderson naar "A History of New York by Diedrich Knickerbocker" van Washington Irving | Maxwell Anderson    |              |
| 1938–1939   | Railroads on Parade       |                         | 30 april 1939, New York, World's Fair                         | Edward Hungerford                                                                             |                     |              |
| 1939        | Ulysses Africanus         | 2 bedrijven             | onvoltooid                                                    | Maxwell Anderson                                                                              | Maxwell Anderson    |              |
| 1940        | Lady in the Dark          | 2 bedrijven             | 23 januari 1941, New York, Alvin Theater                      | Moss Hart                                                                                     | Ira Gershwin        |              |
| 1943        | One touch of Venus        | 2 bedrijven             | 7 oktober 1943, New York, Imperial                            | S.J. Perelman en Ogden Nash naar "The Tinted Venus" van F. Anstey                             | Ogden Nash          |              |
| 1944        | The Firebrand of Florence | 2 bedrijven             | 22 maart 1945, New York, Alvin Theatre                        | Edwin Justus Mayer gebaseerd op "The Firebrand"                                               | Ira Gershwin        |              |
| 1948        | Love Life                 | 2 bedrijven             | 7 oktober 1948, New York, 46th Street Theater                 | Alan Jay Lerner                                                                               | Alan Jay Lerner     |              |
| 1949        | Lost in the Stars         | 2 bedrijven             | 30 oktober 1949, New York, Music Box Theater                  | Maxwell Anderson naar de novel "Cry, the Beloved Country" van Alan Paton                      | Maxwell Anderson    |              |
| 1950        | River Chanty              | 2 bedrijven             | onvoltooid                                                    | Maxwell Anderson                                                                              | Maxwell Anderson    |              |
| 1972        | Happy End                 | 3 bedrijven             | 6 april 1972, New Haven (Connecticut), Yale Repertory Theatre | Dorothy Lane, Engelse vertaling: Michael Feingold                                             | Bertolt Brecht      |              |

#### Toneelmuziek
- 1927: Die Weber, incompleet – tekst: Gerhart Hauptmann
- 1927: Gustav III. – tekst: August Strindberg – première: 29 oktober, Berlijn
- 1928: Het leven van Eduard II van Engeland – tekst: Bertolt Brecht, Lion Feuchtwanger
- 1928: Konjunktur – tekst: Leo Lania
- 1928: Katalaunische Schlacht – tekst: Arnolt Bronnen
- 1928: Die Petroleum-Inseln – tekst: Lion Feuchtwanger
- 1930–1931: Mann ist Mann – tekst: Bertolt Brecht
- 1939 Madam, Will You Walk – tekst: Sidney Howard
- 1940 Two on an Island – tekst: Elmer Rice
- 1946 Truckline Cafe – tekst: Maxwell Anderson

## Publicaties
- Mahagonny in letters, 1927-1946, Kurt Weill Newsletter 13:12-19 N2 1995
- Weill ... on Mahagonny, Kurt Weill Newsletter 13:10-11 N2 1995